# Okány vasútállomás
Okány vasútállomás egy Békés vármegyei vasútállomás, Okány településen, a helyi önkormányzat üzemeltetésében. A település délnyugati részén található, közúti elérését a 4235-ös útból kiágazó 42 339-as számú mellékút biztosítja.
A Magyar Falu Program keretében felújításra került az okányi vasútállomás, ami 72 millió forintból valósult meg. A tetőszerkezetet és a homlokzatot felújították, rendbe tették a várótermet, korszerűsítették a szolgálati helyiségeket és a forgalmi irodát. A váróterembe jegykiadó automata, USB-töltőasztal és klíma került telepítésre. Továbbá 20 férőhelyes kerékpártároló került felépítésre a vasútállomáson. A felújított vasútállomást 2023. május 11-én adták át.

## Vasútvonalak
Az állomást az alábbi vasútvonalak érintik:
- Kötegyán–Püspökladány-vasútvonal

## Kapcsolódó állomások
A vasútállomáshoz az alábbi állomások vannak a legközelebb:
- Sarkadkeresztúr megállóhely (Kötegyán–Püspökladány-vasútvonal)
- Vésztő vasútállomás (Kötegyán–Püspökladány-vasútvonal)

## Forgalom
| Járat        | Útvonal | Gyakoriság        |
| ------------ | --- | ----------------- |
| személyvonat | Békéscsaba – Fényes – Bicere – Gyula (– Gyulai városerdő) – József Szanatórium – Sarkadi Cukorgyár – Sarkad – Kötegyán – Méhkerék – Sarkadkeresztúr – Okány – Vésztő                                               | Kb. 2 óránként    |
| személyvonat | Békéscsaba → Fényes → Bicere → Gyula (→ Gyulai városerdő) → József Szanatórium → Sarkadi Cukorgyár → Sarkad → Kötegyán → Méhkerék → Sarkadkeresztúr → Okány → Vésztő → Szeghalom → Körösladány → Dévaványa → Gyoma | Napi 2 Gyoma felé |